# Selene (geslacht)
Selene is een geslacht van straalvinnige vissen uit de familie van horsmakrelen (Carangidae).

## Soorten
- Selene brevoortii (Gill, 1863)
- Selene brownii (Cuvier, 1816)
- Selene dorsalis (Gill, 1863)
- Selene orstedii (Lütken, 1880)
- Selene peruviana (Guichenot, 1866)
- Selene setapinnis (Mitchill, 1815) – Atlantische maanvis
- Selene spixii (Castelnau, 1855)
- Selene vomer (Linnaeus, 1758) – Neerkijker